# Alagoa Grande
Alagoa Grande là một đô thị thuộc bang Paraíba, Brasil. Đô thị này có diện tích 320,558 km², dân số năm 2007 là 27432 người, mật độ 85,58 người/km².